# أوروش دورديفيتش
أوروش سورشيفيتش المعروف باسم دجوكا، هو لاعب كرة قدم في مونتنجرين يلعب كمهاجم مع نادي سبورتينج خيخون.

## روابط خارجية
- أوروش دورديفيتش على موقع الاتحاد الدولي (مؤرشف)  (الإنجليزية)
- أوروش دورديفيتش على موقع الاتحاد الأوربي (الإنجليزية)
- أوروش دورديفيتش على موقع الاتحاد الأوربي (الإنجليزية)
- أوروش دورديفيتش على موقع قاعدة بيانات كرة القدم.إي يو (الإنجليزية)
- أوروش دورديفيتش على موقع ناشيونال فوتبول تيمز (الإنجليزية)
- أوروش دورديفيتش على موقع Soccerway.com (الإنجليزية)
- أوروش دورديفيتش على موقع عالم كرة القدم.نت (الإنجليزية)